# Madenköy, Çatalpınar
Madenköy là một xã thuộc huyện Çatalpınar, tỉnh Ordu, Thổ Nhĩ Kỳ. Dân số thời điểm năm 2010 là 355 người.